# Rosice (district de Chrudim)
Pour les articles homonymes, voir Rosice.
Rosice (en allemand : Rossitz) est une commune du district de Chrudim, dans la région de Pardubice, en République tchèque. Sa population s'élevait à 1 383 habitants en 2022.

## Géographie
Rosice se trouve à 3 km au nord-nord-est du centre de Chrast, à 12 km à l'est-sud-est de Chrudim, à 18 km au sud-est de Pardubice et à 110 km à l'est-sud-est de Prague.
La commune est limitée par Hrochův Týnec et Chroustovice au nord, par Jenišovice et Lozice à l'est, par Luže au sud-est, par Chrast au sud et au sud-ouest, et par Řestoky, Zájezdec et Přestavlky à l'ouest.

## Histoire
L'actuelle commune de Rosice a été créée en 1974 par la fusion de Bor u Chroustovic, Brčekoly, Rosice et Synčany.

## Galerie

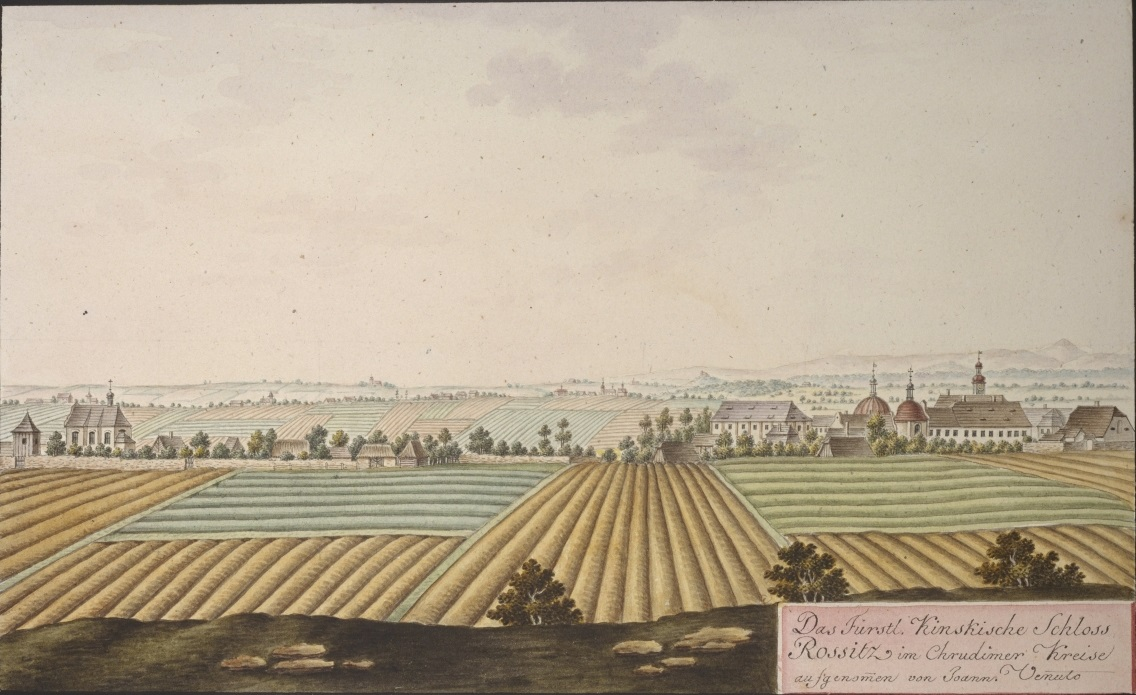
Vue de Rosice au début du XIXe siècle par Joann Venuto.
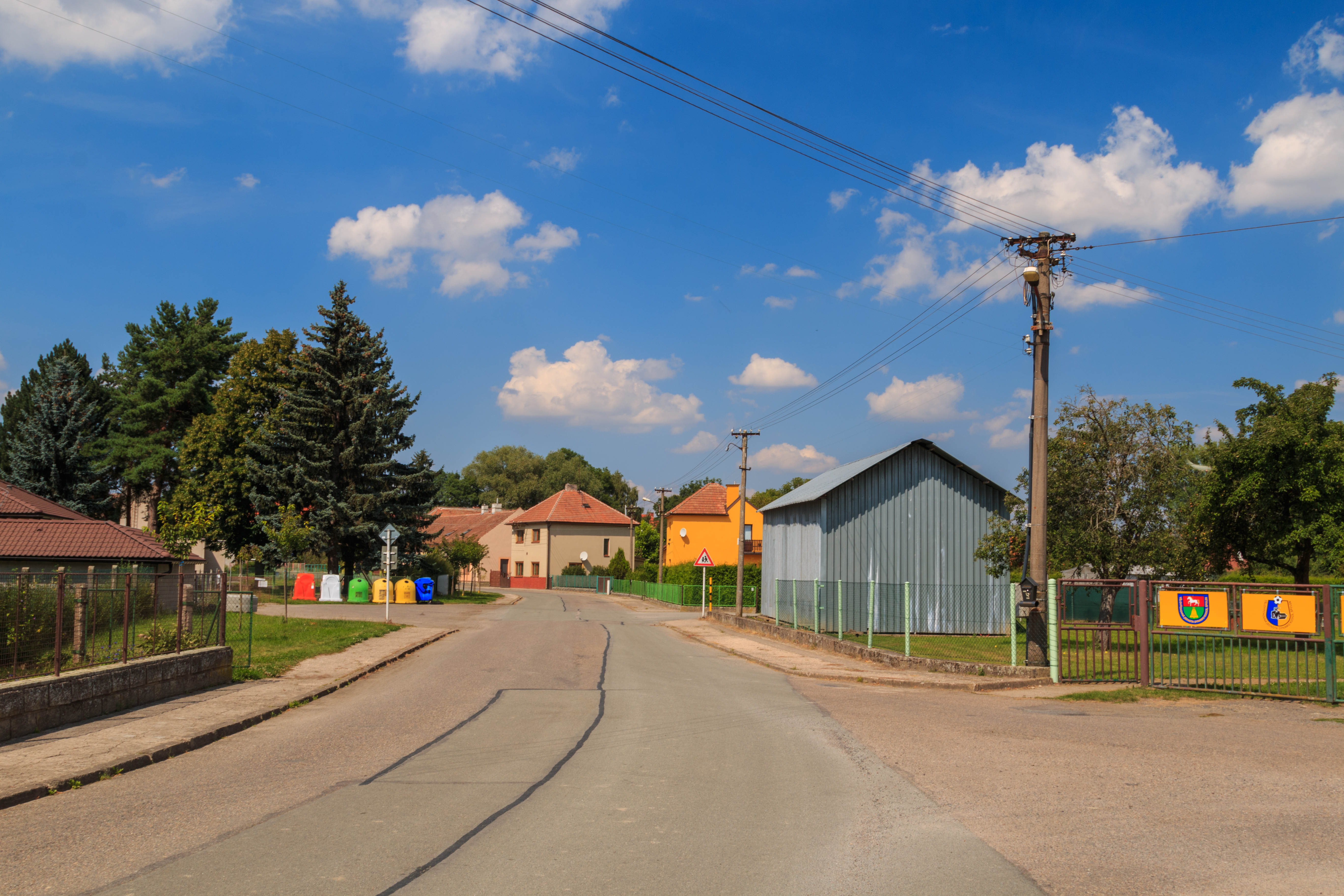
Centre de Rosice.

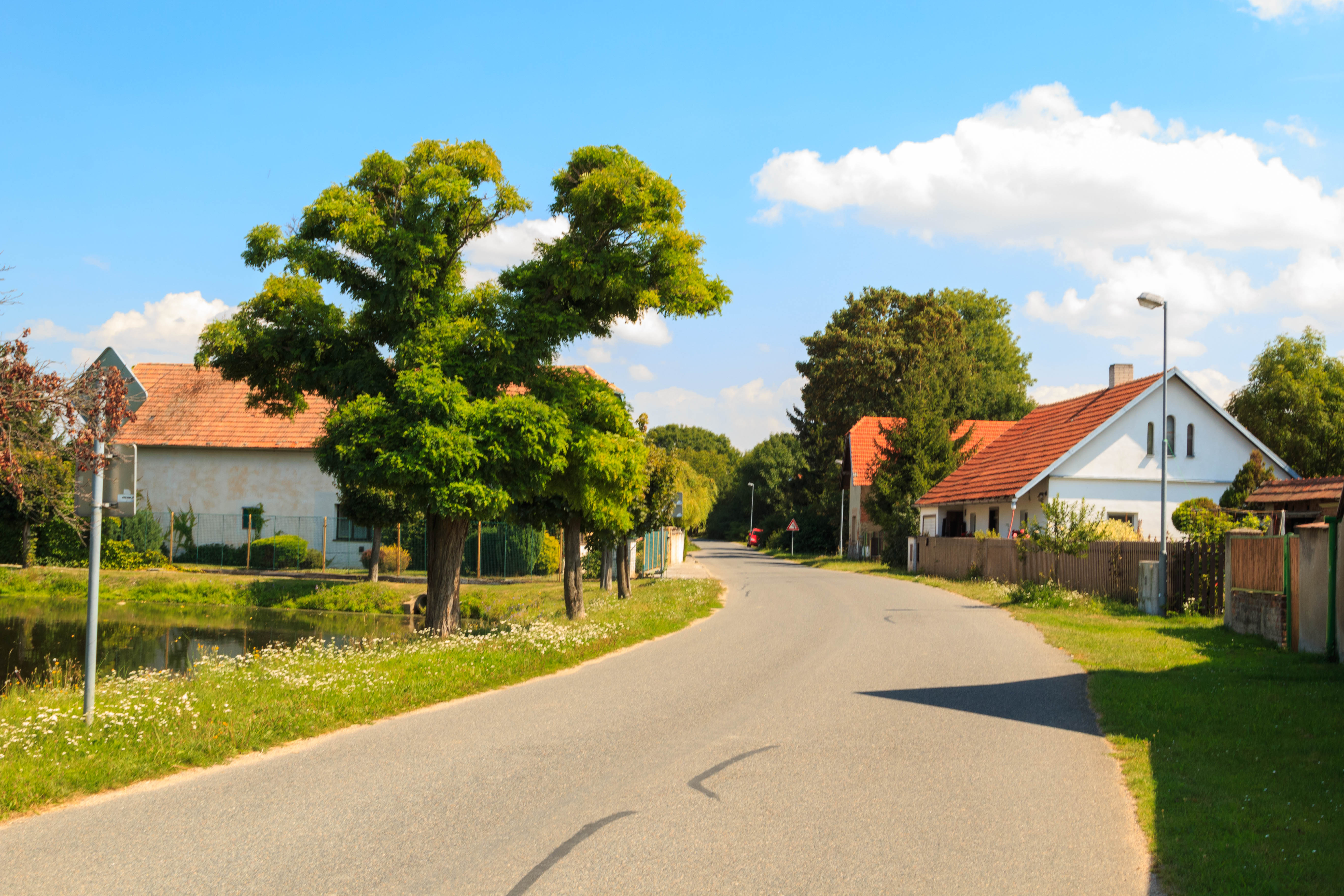
Centre de Bor u Chroustovic.
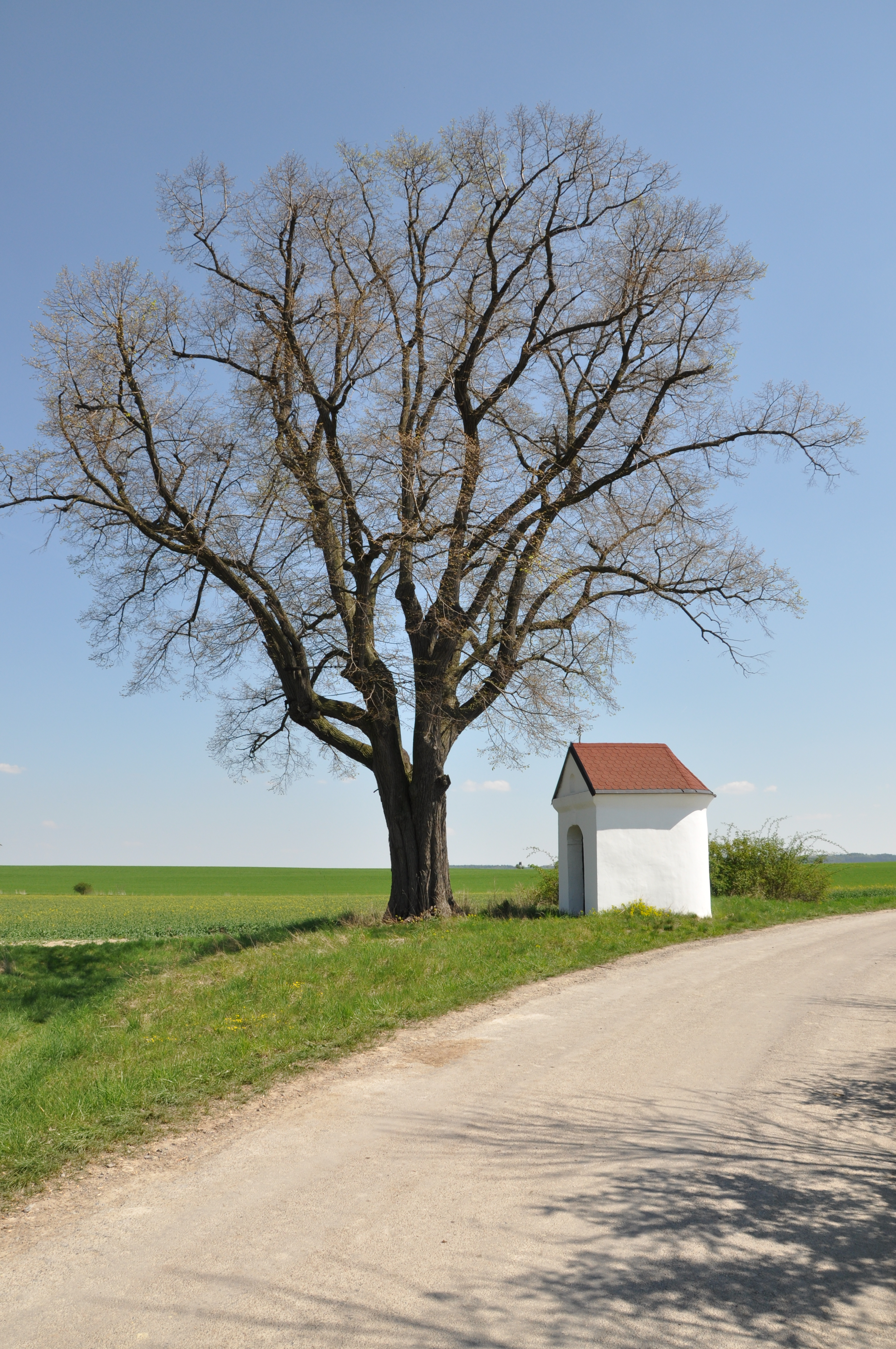
Chapelle à Bor u Chroustovic.
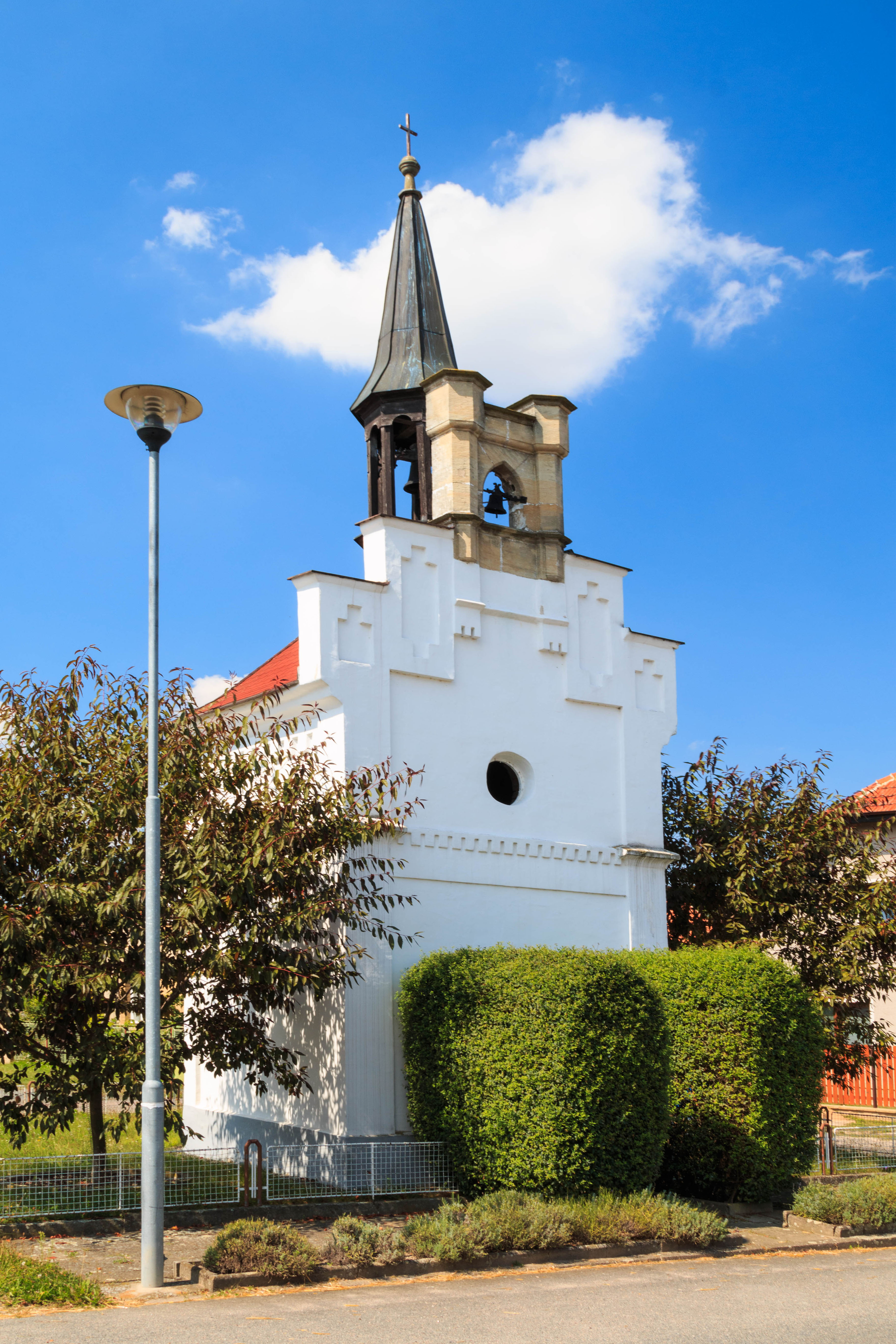
Chapelle à Bor u Chroustovic.

## Transports
Par la route, Rosice se trouve à 2 km de Chrast, à 13 km de Chrudim, à 20 km de Pardubice et à 135 km de Prague. 